# Mario Cisnero
Mario Antonio Cisnero, el Perro, fue un militar del Ejército Argentino que murió en combate en la guerra de las Malvinas. Se trata de un emblemático sargento y comando argentino que sirvió en la Compañía de Comandos 602.

## Carrera militar
Mario Cisnero estudió en la Escuela de Suboficiales «Sargento Cabral», de donde egresó como cabo de Infantería en 1973.
Se especializó en paracaidismo, siendo el más joven del país. Se convirtió posteriormente en comando. Fue también buzo, montañista y técnico en inteligencia.
El sargento Cisnero solicitó ir a la guerra de las Malvinas como apuntador de ametralladora en la Compañía de Comandos 602.
Durante las acciones en monte Kent el 30 de mayo, un Harrier (XZ 963) pilotado por el Mayor Jerry Pook es derribado por el fuego del sargento Mario Antonio Cisnero y el sargento Luis Alberto Kovalski del Escuadrón Alacrán, ambos armados con ametralladoras de 7,62 mm.

## Identificación
El 29 de mayo de 2018 la familia Cisnero recibió la información sobre la identificación de los restos de Mario Cisnero, que yacen en el cementerio de Darwin.

## Nota aclaratoria
1. ↑  El Ministerio de Defensa británico reconoció un total de cuatro muertos y tres heridos.[14]